# Regne Unit de la Gran Bretanya i Irlanda
|  | Per a altres significats, vegeu «Regne Unit de la Gran Bretanya i Irlanda del Nord». |

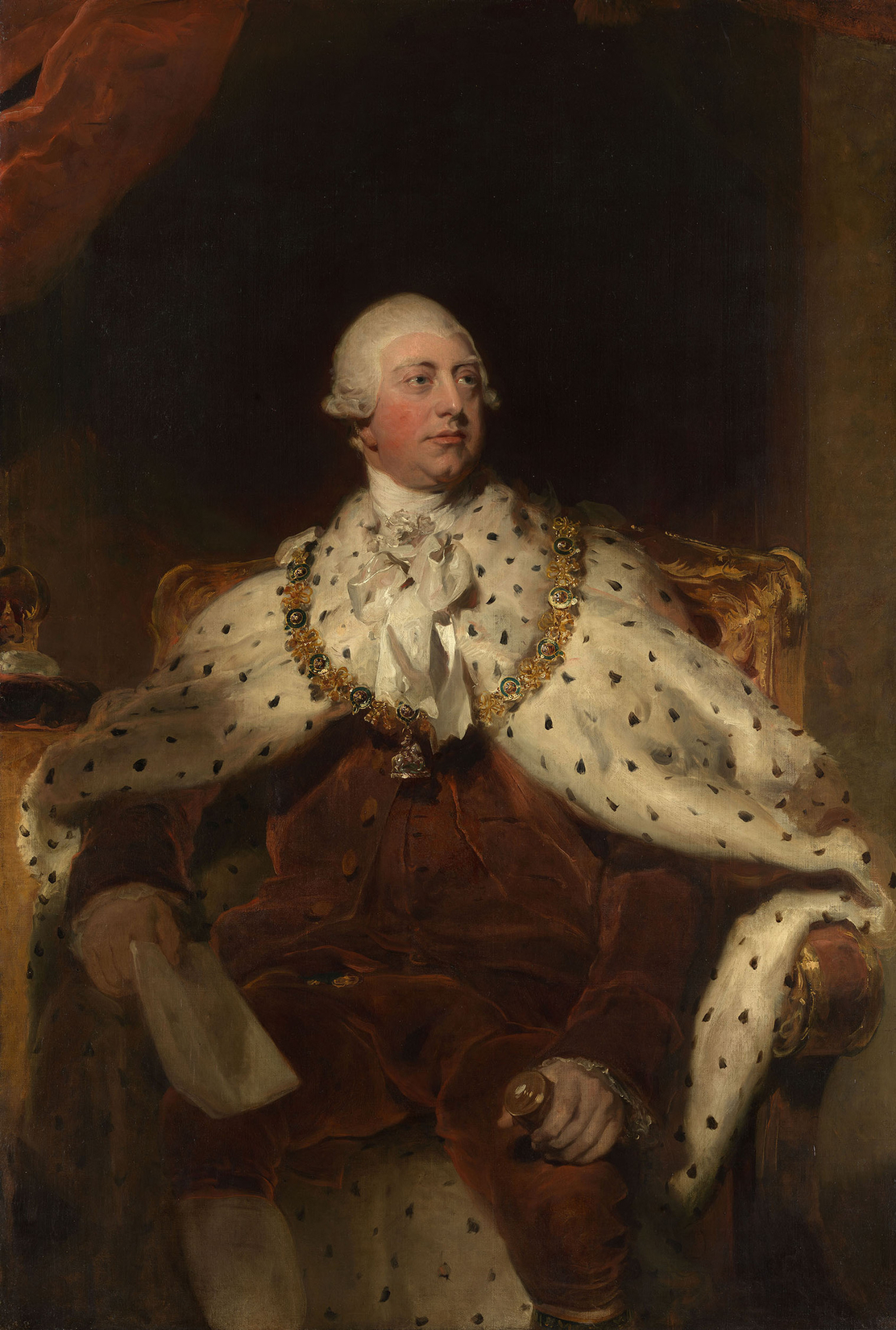
Jordi III, el primer rei del nou país.

El Regne Unit de la Gran Bretanya i Irlanda fou un estat que existí entre l'1 de gener de 1801 i el 12 d'abril de 1927 a les Illes Britàniques format per la fusió del Regne de la Gran Bretanya i el Regne d'Irlanda en la signatura de l'Acta d'Unió de 1800.
Després de la independència d'Irlanda, el 6 de desembre de 1922, quan el Tractat Angloirlandès de 1921 entrà en vigor, el nom oficial va continuar en ús fins que va ser canviat pel de Regne Unit de Gran Bretanya i Irlanda del Nord mitjançant per l'Acta de Títols Reials i Parlamentaris de 1927. La part de l'illa d'Irlanda que es va separar del Regne Unit de la Gran Bretanya i Irlanda en 1922 avui constitueix la República d'Irlanda.

## Antecendents
La fusió dels dos regnes va ser precedida per la rebel·lió irlandesa de 1798, que va sacsejar a la població d'ascendència protestant i va ser reprimida brutalment pel govern, causant al voltant d'uns 30.000 morts. El segle anterior s'havia produït una discriminació brutal mitjançant la utilització de les lleis penals, destinades a marginar particularment a la població nativa catòlica i, en general, a tots els dissidents de l'Església d'Irlanda, que reconeixia el lideratge espiritual de la monarquia britànica, sent exclosos de la vida pública i econòmica.
Com a resultat d'això, el govern de Londres va impulsar la fusió dels dos països en resposta al mal govern dels protestants com pels esforços dels revolucionaris en buscar una alternativa de govern. Així, per intentar evitar que una crisi en la debilitada salut del rei Jordi III, que podria provocar el nomenament d'una alternativa en qualsevol dels dos regnes, va comportar la promulgació de l'Acta d'Unió de 1800, aprovada pel Parlament d'Irlanda i de la Gran Bretanya.

## Termes de la Unió
Segons els termes de la fusió, i igual que en la signatura de l'Acta d'Unió de 1707, els respectius parlaments nacionals dels dos estats foren abolits i forens substituïts pel Parlament del Regne Unit, amb seu al Palau de Westminster. La nova cambra dels Comuns fou ocupada pels membres del Parlament de la Gran Bretanya, incorporant 100 membres provinents d'Irlanda, i la nova Cambra dels Lords incorporà 4 Lords permanents i 28 de temporals d'origen irlandès.
Part de la solució de compromís per als catòlics d'Irlanda fou la concessió de l'Emancipació Catòlica, que havia estat denegada durant anys pels membres anglicans del parlament irlandès. Aquesta però, finalment fou bloquejada per Jordi III, que va argumentar que l'emancipació dels catòlics romans violava la seva coronació com a monarca britànic protector del Protestantisme.

## Govern a Irlanda
Diverses generacions de líders irlandesos van promoure campanyes per a l'establiment d'un govern local a Irlanda. Finalment Daniel O'Connell va assolir forçar al govern britànic la concessió de l'emancipació catòlica l'any 1829, sota el regnat de Jordi IV. No obstant això, la seva campanya per a 'repel·lir' l'Acta d'Unió va ser un fracàs. Líders posteriors, com Charles Stewart Parnell, van realitzar campanyes per a la creació d'un govern propi a Irlanda sota el nom de Home Rule (govern propi), el qual romandria sent membre del Regne Unit.

## Trencament de la Unió

Les noves fronteres
L'any 1922 vint-i-sis comtats irlandesos van abandonar el Regne Unit, comtats que avui en dia formen part de la República d'Irlanda. Només sis comtats van romandre al Regne Unit, formant part de l'actual Irlanda del Nord

L'any 1919 els diputats electes al Parlament de Westminster per part del Sinn Féin van formar un parlament irlandès independent a la ciutat Dublín, conegut amb el nom de Dáil Éireann i presidit per Éamonn de Valera. La proclamació d'aquest parlament per part del Sinn Féin va provocar l'esclat de la guerra Angloirlandesa o Guerra de la Independència Irlandesa entre 1919 i 1921
El 24 de desembre de 1920 s'aprovà la Government of Ireland Act, per la qual es decidí partir el país formant dues regions autònomes (exceptuant la defensa, política exterior i economia): Irlanda del Sud amb 26 comtats de majoria nacionalista, i Irlanda del Nord amb 6 comtats de majoria unionista. Finalment, el 6 de desembre de 1922, un any després de la signatura del Tractat Angloirlandès, els 26 comtats del sud es van separar del Regne Unit de la Gran Bretanya i Irlanda i van formar l'Autònom Estat Lliure d'Irlanda, que va mantenir però la sobirania dels reis de la Gran Bretanya. Els 6 comtats que formen Irlanda del Nord va romandre al Regne Unit.
Fins a l'any 1927 es mantingué el nom de Regne Unit de la Gran Bretanya i Irlanda, moment en el qual i mitjançant la signatura de l'Acta de Títols Reials i Parlamenteris es canvià el nom del país pel de Regne Unit de la Gran Bretanya i Irlanda del Nord.